# Liga Libanesa de Basquetebol de 2017-18
A Temporada 2017-18 da Liga Libanesa de Basquetebol será a 22ª edição no atual formado da máxima competição de clubes profissionais do Líbano. Disputada por 10 equipes tendo o Sporting Al-Riyadi como defensor do título da temporada anterior.

## Temporada Regular

### Confrontos
| Casa\Visitante       | CHA    | RIY   | SAG    | ANT    | BYB    | MOU    | TAD    | HOM     | LOU   | BEI   |
| -------------------- | ------ | ----- | ------ | ------ | ------ | ------ | ------ | ------- | ----- | ----- |
| Champville SC        |        | 82-80 | 95-89  | 103-74 | 97-76  | 69-58  | 92-82  | 103-100 | 71-68 | 75-92 |
| Sporting Al Riyadi   | 86-79  |       | 88-65  | 83-72  | 106-79 | 91-85  | 95-88  | 87-82   | 87-76 | 66-63 |
| Sagesse Club         | 74-75  | 76-72 |        | 99-85  | 89-82  | 104-78 | 90-80  | 67-79   | 85-71 | 78-74 |
| Universite Antonines | 69-79  | 55-92 | 76-87  |        | 74-63  | 58-94  | 80-75  | 92-108  | 81-72 | 60-86 |
| Byblos Club          | 88-95  | 80-88 | 93-101 | 77-84  |        | 81-99  | 88-73  | 80-90   | 82-91 | 81-95 |
| Al Mouttahed Tripoli | 78-73  | 84-86 | 66-76  | 82-72  | 77-72  |        | 102-73 | 74-81   | 74-89 | 80-88 |
| Tadamon Zouk         | 67-80  | 74-76 | 93-114 | 76-91  | 71-93  | 93-105 |        | 94-108  | 96-85 | 70-77 |
| Homenetmen Beirut    | 110-77 | 92-84 | 105-97 | 91-75  | 91-68  | 94-72  |        |         | 91-92 | 89-68 |
| Louaize Club         | 79-82  | 72-92 | 86-88  | 68-73  | 87-75  | 93-94  | 110-93 | 63-89   |       | 60-66 |
| Beirut Club          | 70-81  | 64-83 | 76-78  | 80-70  | 74-54  | 91-86  | 100-62 | 81-86   | 74-81 |       |

### Classificação Fase Regular I
| Pos. | Clube                | J  | V  | D  | P+ :P- (dif)     | Classificação |
| ---- | -------------------- | -- | -- | -- | ---------------- | ------------- |
| 1    | Homenetmen Beirut    | 17 | 15 | 2  | 1601:1370 (+231) | Grupo A       |
| 2    | Sporting Al Riyadi   | 17 | 14 | 3  | 1455:1283 (+172) | Grupo A       |
| 3    | Champville SC        | 17 | 13 | 4  | 1413:1351 (+62)  | Grupo A       |
| 4    | Sagesse Club         | 17 | 13 | 4  | 1468:1379 (+89)  | Grupo A       |
| 5    | Beirut Club          | 18 | 10 | 8  | 1419:1340 (+79)  | Grupo A       |
| 6    | Al Mouttahed Tripoli | 18 | 8  | 10 | 1488:1484 (+4)   | Grupo B       |
| 7    | Louaize Club         | 17 | 6  | 11 | 1358:1397 (-39)  | Grupo B       |
| 8    | Universite Antonines | 17 | 5  | 12 | 1264:1452 (-188) | Grupo B       |
| 9    | Byblos Club          | 17 | 2  | 15 | 1349:1508 (-159) | Grupo B       |
| 10   | Tadamon Zouk         | 17 | 0  | 17 | 1347:1598 (-251) | Grupo B       |

#### Grupo A
| 1 | Homenetmen Beirut  | 8 | 6 | 2 | 724:636 (+88) |
| 2 | Sporting Al Riyadi | 8 | 6 | 2 | 715:681 (+34) |
| 3 | Beirut Club        | 8 | 5 | 3 | 664:679 (-15) |
| 4 | Sagesse Club       | 8 | 2 | 6 | 676:722 (-46) |
| 5 | Champville SC      | 8 | 1 | 7 | 667:728 (-61) |

#### Grupo B
| 6  | Al Mouttahed Tripoli | 8 | 6 | 2 | 745:603 (+142) |
| 7  | Universite Antonines | 8 | 4 | 4 | 580:620 (-40)  |
| 8  | Louaize Club         | 8 | 2 | 6 | 561:652 (-91)  |
| 9  | Byblos Club          | 8 | 4 | 4 | 626:646 (-20)  |
| 10 | Tadamon Zouk         | 8 | 4 | 4 | 696:687 (+9)   |

## Playoffs

### Confrontos
|  | Quartas-de-final | Quartas-de-final     | Quartas-de-final |                    |                    | Semifinais | Semifinais | Semifinais |  |  | Final | Final             | Final |
|  |                  |                      |                  |                    |                    |            |            |            |  |  |       |                   |       |
|  |                  | Homenetmen Beirut    | 3                |                    |                    |            |            |            |  |  |       |                   |       |
|  |                  | Louaize Club         | 0                |                    |                    |            |            |            |  |  |       |                   |       |
|  |                  | Louaize Club         | 0                |                    | Homenetmen Beirut  | 3          |            |            |  |  |       |                   |       |
|  |                  |                      |                  |                    | Homenetmen Beirut  | 3          |            |            |  |  |       |                   |       |
|  |                  |                      | Sagesse Club     | 0                  |                    |            |            |            |  |  |       |                   |       |
|  |                  | Sagesse Club         | Sagesse Club     | 0                  | 3                  |            |            |            |  |  |       |                   |       |
|  |                  | Sagesse Club         |                  |                    | 3                  |            |            |            |  |  |       |                   |       |
|  |                  | Champville SC        | 2                |                    |                    |            |            |            |  |  |       |                   |       |
|  |                  |                      |                  |                    |                    |            |            |            |  |  |       | Homenetmen Beirut | 4     |
|  |                  |                      |                  | Sporting Al Riyadi | 3                  |            |            |            |  |  |       |                   |       |
|  |                  | Sporting Al Riyadi   | 3                |                    |                    |            |            |            |  |  |       |                   |       |
|  |                  | Universite Antonines | 0                |                    |                    |            |            |            |  |  |       |                   |       |
|  |                  | Universite Antonines | 0                |                    | Sporting Al Riyadi | 3          |            |            |  |  |       |                   |       |
|  |                  |                      |                  |                    | Sporting Al Riyadi | 3          |            |            |  |  |       |                   |       |
|  |                  |                      | Beirut Club      | 1                  |                    |            |            |            |  |  |       |                   |       |
|  |                  | Beirut Club          | Beirut Club      | 1                  | 3                  |            |            |            |  |  |       |                   |       |
|  |                  | Beirut Club          |                  |                    | 3                  |            |            |            |  |  |       |                   |       |
|  |                  | Al Mouttahed Tripoli | 1                |                    |                    |            |            |            |  |  |       |                   |       |

#### Quartas de final
| Time 1             | Série | Time 2               | 1º Jogo | 2º Jogo | 3º Jogo | 4º Jogo | 5º Jogo |
| ------------------ | ----- | -------------------- | ------- | ------- | ------- | ------- | ------- |
| Homenetmen Beirut  | 3 - 0 | Louaize Club         | 97-77   | 94-68   | 94-83   |         |         |
| Sagesse Club       | 3 - 2 | Champville SC        | 106-86  | 76-78   | 88-77   | 76-92   | 98-75   |
| Sporting Al Riyadi | 3 - 0 | Universite Antonines | 95-82   | 112-71  | 102-79  |         |         |
| Beirut Club        | 3 - 1 | Al Mouttahed Tripoli | 86-66   | 78-71   | 76-82   | 85-83   |         |

#### Semifinal
| Time 1             | Série | Time 2       | 1º Jogo | 2º Jogo | 3º Jogo | 4º Jogo | 5º Jogo |
| ------------------ | ----- | ------------ | ------- | ------- | ------- | ------- | ------- |
| Homenetmen Beirut  | 3 - 0 | Sagesse Club | 121-79  | 89-69   | 119-65  |         |         |
| Sporting Al Riyadi | 3 - 1 | Beirut Club  | 84-67   | 71-84   | 70-49   | 80-74   |         |

#### Final
| Time 1            | Série | Time 2             | 1º Jogo | 2º Jogo | 3º Jogo | 4º Jogo | 5º Jogo | 6º Jogo | 7º Jogo |
| ----------------- | ----- | ------------------ | ------- | ------- | ------- | ------- | ------- | ------- | ------- |
| Homenetmen Beirut | 4 - 3 | Sporting Al Riyadi | 94-83   | 65-87   | 76-72   | 56-66   | 76-65   | 86-90   | 74-59   |

## Artigos Relacionados
- FIBA Copa Asiática de Campeões
- Seleção Libanesa de Basquetebol Masculino

## Ligações Externas
- Página da Liga no asia-basket.com